# Arbeitsgemeinschaft der Hamburg-Randkreise
Die Arbeitsgemeinschaft der Hamburg-Randkreise wurde 1960 von den Kreisen Herzogtum Lauenburg, Pinneberg, Segeberg und Stormarn zur Koordinierung und Vertretung der kommunalen Interessen des Hamburger Randgebietes gegenüber den Landesregierungen Hamburg und Schleswig-Holstein gegründet. 1965–1971 erarbeitete sie den ersten Regionalplan für das nördliche Hamburger Umland. Seit 1992 koordiniert ihre Geschäftsstelle in Bad Segeberg die schleswig-holsteinischen Kreise in der Regionalkooperation Metropolregion Hamburg. 2003 wurde der Kreis Steinburg assoziiertes Mitglied der Arbeitsgemeinschaft, der Kreis Dithmarschen folgte 2005. Durch die 2006 vollzogene Neuorganisation der Metropolregion Hamburg wurden die Kreise Mitträger der regionalen Zusammenarbeit, die zuvor von den Ländern Hamburg, Niedersachsen und Schleswig-Holstein alleine verantwortet worden war. 2012 wurde die Metropolregion erweitert und die Arbeitsgemeinschaft der Hamburg-Randkreise nahm die Hansestadt Lübeck, die Stadt Neumünster und den Kreis Ostholstein als assoziierte Mitglieder auf; zugleich wurden die Kreise Steinburg und Dithmarschen Vollmitglieder.
Die Arbeitsgemeinschaft der Hamburg-Randkreise ist – wie die Metropolregion Hamburg auch – eine Verwaltungskooperation auf Basis eines Verwaltungsabkommens. Ihre Gremien sind die Vollsitzung (Beschlussgremium: vier Delegierte je Kreis und kreisfreier Stadt) und die Landrätesitzung (Steuerungsgremium: sieben Landräte und zwei Oberbürgermeister). Die Landräte und Oberbürgermeister sind zugleich Mitglieder des Regionsrates und die oder der von ihnen gewählte Vorsitzende vertritt die sieben Kreise und zwei Städte im Lenkungsausschuss der Metropolregion Hamburg. 
Die Geschäftsstelle der Arbeitsgemeinschaft ist beim Kreis Segeberg angesiedelt. Sie koordiniert die Meinungsbildungs-, Entscheidungs- und Umsetzungsprozesse auf Seiten der Kreise und Städte insbesondere in Angelegenheiten der Metropolregion Hamburg, des Hamburger Verkehrsverbundes und der Landes- und Regionalplanung Schleswig-Holstein. Von 2006 bis 2009 fungierte sie als Teileinheit der neu geschaffenen Gemeinsamen Geschäftsstelle der Metropolregion, seit deren Zentralisierung in Hamburg stellt sie einen Referenten dorthin ab.